# برق‌آسا (فیلم)
برق آسا (به انگلیسی: Blue Streak) یک فیلم کمدی اکشن و پلیس رفیق آمریکایی محصول سال ۱۹۹۹ به کارگردانی لس میفیلد است. این فیلم با الهام از فیلم شغل بزرگ محصول ۱۹۶۵ ساخته شده است، مارتین لارنس، لوک ویلسون، دیو چاپله، نیکول آری پارکر، ویلیام فورسایت، گراهام بکل، الکساندر کروپا، ساویرو گواروآ، ریچارد سی سارافیان، تامالا جونز و ژولیو اسکار مچوسو در این فیلم به ایفای نقش پرداخته‌اند. لارنس نقش مایلز، دزد جواهرات را بازی می‌کند که سعی می‌کند الماسی را که در ایستگاه پلیس رها کرده بود، بازیابی کند، پس از آن او خود را به عنوان یک کارآگاه درمی‌آورد و با یک پلیس واقعی برای بررسی سرقت‌ها جفت می‌شود. این فیلم در لوکیشنی در کالیفرنیا فیلمبرداری شده است. نقطه اصلی فیلمبرداری استودیو سونی پیکچرز بود که در کالور سیتی، کالیفرنیا واقع شده است.
فیلم ایرانی لونه زنبور برگرفته از این فیلم است.
این فیلم در ۱۷ سپتامبر ۱۹۹۹ توسط کلمبیا پیکچرز اکران شد و به عنوان فیلم شماره یک در آمریکای شمالی اکران شد. علیرغم دریافت نقدهای متفاوت از منتقدان، این فیلم در باکس آفیس جهانی در مقابل بودجه ۳۶ میلیون دلاری، نزدیک به ۱۲۰ میلیون دلار فروخت. آلبوم موسیقی متن فیلم، با حضور تعدادی از هنرمندان محبوب شهری/هیپ هاپ، گواهی‌نامه انجمن صنعت ضبط آمریکا را دریافت کرد.